# هيرب واكاباياشي
هيرب واكاباياشي (باليابانية: 若林修؛ بالكانا: わかばやし おさむ) هو لاعب هوكي الجليد ياباني وكندي، ولد في 23 ديسمبر 1944، وتوفي في 2 يونيو 2015 في سابورو في اليابان.

## وصلات خارجية
- هيرب واكاباياشي على موقع EliteProspects.com (الإنجليزية)
- هيرب واكاباياشي على موقع HockeyDB.com (الإنجليزية)
- هيرب واكاباياشي على موقع أوليمبيديا (الإنجليزية)